# لا پرزنتاسیون، کبک
لا پرزنتاسیون (به فرانسوی: La Présentation) شهری در منطقه شهری له ماسکوتن ناحیه مونترژی در استان کبک کانادا است. در سرشماری سال ۲۰۱۱ این شهر ۲٬۰۷۸ نفر جمعیت داشته‌است و مساحت آن ۱۰۴٫۷۱ کیلومتر مربع است.